# Процес (фільм, 1948)
Процес (нім. Der Prozeß) — австрійський драматичний фільм 1948 року режисера Георга Пабста. На 9-му Венеційському міжнародному кінофестивалі за цей фільм Пабст отримав нагороду за найкращу режисуру; Ернст Дойч виграв нагороду за найкращу чоловічу роль і Кубок Вольпі.

## Сюжет
Сюжет фільму заснований на реальних подіях, пов'язаних із справою Тішеслар. Угорщина, 1882 рік. У фермерському селі безслідно зникає неповнолітня служниця Естер. Ніхто не знає, що насправді вона втекла, бо роботодавець погано поводився з нею. По селі швидко поширюється чутка, що євреї відповідальні за її зникнення і що маленька дівчинка могла стати жертвою ритуального вбивства. Свідок бачив, що Естер зупинялася біля будинку голови єврейської громади, слуги храму Пежелі Шарфа. Оскільки в суботу усім віруючим євреям заборонено виконувати будь-яку роботу, Пежелі попросив дівчинку взяти зі столу свічник. З тих пір Естер не бачили.
Слух швидко переріс у впевненість для деяких переконаних антисемітів: Естер була вбита в акті ритуального жертвоприношення. Ці звинувачення, породжені забобонами, підкріплюються свідченнями молодого Моріца Шарфа, сина слуги храму. Очевидно, нікого не хвилює, що ця заява була написана після жорсткого допиту. Молодий та амбіційний слідчий суддя Барі, призначений антисемітським політиком бароном Онодь, тепер бачить достатньо підозр для звинувачення євреїв. Хоча слідів кривавого вчинку виявити не вдається, а через кілька днів вони виловили з водойми утонулу Естер, яка сама потонула, але антисемітські настрої вже не зупинити.
Селяни намагаються переконати матір Естер, що мертва дівчина, знайдена у водоймі, не її дочка, бо вже давно відомо: євреї вбили її. Натовп повстає і спалює синагогу. Однак судовий процес приймає абсолютно несподіваний хід, коли в євреїв з'являється новий захисник — відкритий, християно-ліберальний адвокат д-р. Етвеш. Він доводить, що на суд сильно вплинули масові антисемітські настрої, а свідки свідомо давали неправдиві свідчення. Зрештою суд виносить виправдувальний вирок.
[джерело?]

## Актори
- Евальд Бальсер в ролі доктора Етвеша
- Маріанна Шонавер — наречена доктора Етвеша
- Ернст Дойч в ролі Шарфа, храмового слуги
- Рега Гафенбродль — його дружина
- Альберт Трубі в ролі Моріца, його сина
- Гайнц Муг у ролі барона Онодь
- Марія Айс — вдова Солімосі
- Аглая Шмід — Естер, її дочка
- Іда Русска — Беврін Баторі, роботодавець Естер
- Іван Петрович — Егресій, прокурор
- Густав Діззль — Бот, прокурор
- Фріц Гінц-Фабріціус — суддя
- Йозеф Майнрад — Барі, слідчий суддя